# A Korean Odyssey
A Korean Odyssey (hangeul : 화유기 ; RR : Hwayugi) est une série télévisée sud-coréenne diffusée entre le 23 décembre 2017 et le 4 mars 2018 sur tvN avec Lee Seung-gi, Cha Seung-won, Oh Yeon-seo, Lee Hong-ki et Jang Gwang. Le scénario s'inspire de La Pérégrination vers l'Ouest, un roman classique chinois, en le transposant en Corée du Sud, au XXIe siècle.

## Synopsis
Seon-Mi, une petite fille dotée de la capacité de voir les esprits, est incitée par Woo Hwi-chul a pénétrer dans une maison enchantée... Une fois sur place, elle fait la connaissance d'un dieu mineur. Puissant, roublard, espiègle et colérique, il répond au nom de Son Oh-Gong. Ce dernier, maintenu captif par un sortilège, lui propose un marché : si elle le libère, elle bénéficia de sa protection à chaque fois qu'elle prononcera son nom. Mais, une fois libéré, Oh-Gong la manipule et efface son nom de son esprit.
Des années plus tard, en 2017, Seon-Mi est devenue la PDG d'une société immobilière. Solitaire, fière et indépendante, elle profite de son métier pour exorciser ses potentiels achats des démons qui y vivent.
De son côté, peu assagi, Oh-Gong vit aux crochets de Woo Hwi-Chul - ce dernier est lui-même un démon, à la tête d'une agence de divertissement. Oh-Gong et Hwi-Chul essaient chacun d'obtenir une promotion au rang de Dieu et multiplient pour cela les bonnes actions... 
Mais, lassé par le refus catégorique des autorités à le voir revenir au royaume céleste, il décide d'employer une technique plus radicale : trouver le dénommé Sam Jang, doté d'un prodigieux pouvoir, afin de le dévorer et devenir le plus puissant des dieux.
Lorsqu'il découvre que Sam Jang n'est d'autre que Seon-Mi, Oh-Gong se trouve dans l'obligation de la protéger des autres démons afin de préserver son immense pouvoir pour lui-même...

## Distribution

### Acteurs principaux
- Lee Seung-gi : Son Oh-gong / inspiré par Sun Wukong, le Roi Singe
- Cha Seung-won : Woo Hwi-chul / Woo Ma-Wang / inspiré par le Roi Taureau
- Oh Yeon-seo : Jin Seon-mi / Sam-jang / inspirée par Tang Sanzang, basé sur le véritable moine bouddhiste Xuanzang
  - Kal So-won : Jin Seon-mi (jeune)
- Lee Hong-ki : P.K / Jeo Pal-gye / inspiré par Zhu Bajie, le démon cochon
- Jang Gwang : Yoon Dae-sik / Sa Oh-jeong / inspiré par Sha Wujing

### Acteurs secondaires
- Lee Se-young : Jung Se-ra / Jin Bu-ja / Richie / Ah Sa-nyeo / inspirée par Baigu Jing
- Lee El : Ma Ji-young
- Song Jong-ho : Kang Dae-sung
- Kim Sung-oh : Lee Han-joo
- Sung Hyuk : général Dong / fée Ha
- Sung Ji-ru : Soo Bo-ri
- Yoon Bo-ra : Alice / Ok-ryong
- Jung Jae-won : Hong Hae-ah
- Im Ye-jin : colporteur

## Classements
Dans le tableau ci-dessous, les chiffres bleus représentent les notes les plus basses et les chiffres rouges représentent les meilleures notes.
| Nb. d'épisodes | Date de diffusion | AGB Nielsen | AGB Nielsen                 | TNmS |
| Nb. d'épisodes | Date de diffusion | National    | Région de la capitale Séoul | TNmS |
| -------------- | ----------------- | ----------- | --------------------------- | ---- |
| 1              | 23 décembre 2017  | 5.290%      | 5.933%                      | 4.9% |
| 2              | 24 décembre 2017  | 4.849%      | 5.292%                      | 5.4% |
| 2              | 25 décembre 2017  | 5.623%      | 6.659%                      | 6.2% |
| 3              | 6 janvier 2018    | 5.614%      | 6.125%                      | 7.1% |
| 4              | 7 janvier 2018    | 6.060%      | 6.439%                      | 7.0% |
| 5              | 13 janvier 2018   | 6.102%      | 6.473%                      | 6.2% |
| 6              | 14 janvier 2018   | 6.942%      | 7.749%                      | 7.2% |
| 7              | 20 janvier 2018   | 5.131%      | 5.044%                      | 6.1% |
| 8              | 21 janvier 2018   | 5.822%      | 5.949%                      | 6.4% |
| 9              | 27 janvier 2018   | 5.054%      | 5.539%                      | 5.8% |
| 10             | 28 janvier 2018   | 6.271%      | 6.987%                      | 6.6% |
| 11             | 3 février 2018    | 5.705%      | 5.702%                      | 6.5% |
| 12             | 4 février 2018    | 5.605%      | 6.122%                      | 6.1% |
| 13             | 10 février 2018   | 4.397%      | 4.365%                      | 5.0% |
| 14             | 11 février 2018   | 5.517%      | 5.810%                      | 6.2% |
| 15             | 17 février 2018   | 3.586%      | 3.516%                      | 4.5% |
| 16             | 18 février 2018   | 4.250%      | 4.565%                      | 4.6% |
| 17             | 24 février 2018   | 3.821%      | 3.819%                      | 5.0% |
| 18             | 25 février 2018   | 5.472%      | 5.708%                      | 6.2% |
| 19             | 3 mars 2018       | 5.945%      | 6.205%                      | 6.8% |
| 20             | 4 mars 2018       | 6.881%      | 6.924%                      | 7.4% |
| Moyenne        | Moyenne           | 5.415%      | 5.713%                      | 6.1% |

## Bande-originale
1. Let Me Out - NU'EST W
2. When I Saw You - Bumkey
3. I'll Be By Your Side (네 옆에 있을게) - MeloMance
4. I'll Be Fine (뒷모습) - Suran
5. If You Were Me (니가 나라면) (feat. Yoo Hwe-seung de N.Flying) - AOA (Jimin, Yuna)
6. If We Were Destined (운명이라면) - Ben
7. Like A Miracle (Someday) (그 언젠가 기적처럼) - Hwang Chi-yeul
8. Always You  - leeSA
9. Believe  - Mackelli

## Diffusion internationale
- ABS-CBN (2018)
- Netflix (2018)[2],[3]
- Star Chinese Channel / Star Entertainment Channel (2018)
- Fantastic TV Chinese Channel (2018)
- 8TV (2018)
- RTL-TVI (2018)